# Mistrzostwa Europy w Piłce Nożnej Kobiet 2025 (eliminacje)/Grupa B3
W Grupie B3 eliminacji Mistrzostw Europy w Piłce Nożnej Kobiet 2025 brały udział następujące zespoły:
- Portugalia
- Bośnia i Hercegowina
- Irlandia Północna
- Malta

## Tabela
| Zespół               | Pkt | M | W | R | P | Br+ | Br− | +/− |
| -------------------- | --- | - | - | - | - | --- | --- | --- |
| Portugalia           | 16  | 6 | 5 | 1 | 0 | 14  | 2   | +12 |
| Irlandia Północna    | 10  | 6 | 3 | 1 | 2 | 8   | 7   | +1  |
| Bośnia i Hercegowina | 7   | 6 | 2 | 1 | 3 | 4   | 8   | -4  |
| Malta                | 1   | 6 | 0 | 1 | 5 | 2   | 10  | -8  |

## Wyniki
| 5 kwietnia 2024 20:00 CEST | Irlandia Północna | 0:0(0:0)Raport | Malta | Windsor Park, Belfast Widzów: 1 602 Sędzia: Maria Marotta |
|                            |                   |                |       |                                                           |

| 5 kwietnia 2024 21:45 CEST | Portugalia · Costa 28' · Slišković 45+4' (sam.) · Silva 62' | 3:0(2:0)Raport | Bośnia i Hercegowina | Estádio Dr. Magalhães Pessoa, Leiria Widzów: 6 097 Sędzia: Eleni Antoniou |
|                            |                                                             |                |                      |                                                                           |

| 9 kwietnia 2024 15:30 CEST | Bośnia i Hercegowina · Milinković 56' | 1:3(0:0)Raport | Irlandia Północna · 54' Wade · 60' Bell · 68' Magill | Bosnia and Herzegovina FA Training Centre, Zenica Widzów: 480 Sędzia: Désirée Grundbacher |
|                            |                                       |                |                                                      |                                                                                           |

| 9 kwietnia 2024 18:30 CEST | Malta | 0:2(0:0)Raport | Portugalia · 48' (k) Costa · 78' Capeta | Centenary Stadium, Ta’ Qali Widzów: 1 026 Sędzia: Katalin Sipos |
|                            |       |                |                                         |                                                                 |

| 31 maja 2024 19:30 CEST | Malta | 0:1(0:0)Raport | Bośnia i Hercegowina · 88' Nikolić | Centenary Stadium, Ta’ Qali Widzów: 661 Sędzia: Emily Heaslip |
|                         |       |                |                                    |                                                               |

| 31 maja 2024 21:45 CEST | Portugalia · Costa 25' (k) · Alves 49', 90+6' · Amado 83' | 4:0(1:0)Raport | Irlandia Północna | Estádio Dr. Magalhães Pessoa, Leiria Widzów: 10 017 Sędzia: Tess Olofsson |
|                         |                                                           |                |                   |                                                                           |

| 4 czerwca 2024 16:00 CEST | Bośnia i Hercegowina · Nikolić 64', 90+4' | 2:1(0:1)Raport | Malta · 10' Farrugia | Bosnia and Herzegovina FA Training Centre, Zenica Widzów: 120 Sędzia: Sofik Torosyan |
|                           |                                           |                |                      |                                                                                      |

| 4 czerwca 2024 20:00 CEST | Irlandia Północna · Wade 5' | 1:2(1:2)Raport | Portugalia · 18' Nazareth · 30' Norton | Mourneview Park, Lurgan Widzów: 1 711 Sędzia: Franziska Wildfeuer |
|                           |                             |                |                                        |                                                                   |

| 12 lipca 2024 19:00 CEST | Bośnia i Hercegowina | 0:0(0:0)Raport | Portugalia | Bilino Polje, Zenica Widzów: 301 Sędzia: Jana Adámková |
|                          |                      |                |            |                                                        |

| 12 lipca 2024 19:30 CEST | Malta | 0:2(0:1)Raport | Irlandia Północna · 10' (sam.) Lipman · 80' Beattie | Centenary Stadium, Ta' Qali Widzów: 652 Sędzia: Cansu Tryak |
|                          |       |                |                                                     |                                                             |

| 16 lipca 2024 19:00 CEST | Portugalia · Capeta 7' · Ribeiro 28' · Silva 86' | 3:1(2:1)Raport | Malta · 16' Farrugia | Estádio Dr. Magalhães Pessoa, Leiria Sędzia: Jelena Međedović |
|                          |                                                  |                |                      |                                                               |

| 16 lipca 2024 19:00 CEST | Irlandia Północna · Halliday 47' · Wade 67' | 2:0(0:0)Raport | Bośnia i Hercegowina | Windsor Park, Belfast Sędzia: Monika Mularczyk |
|                          |                                             |                |                      |                                                |

## Strzelczynie

### 3 gole
- Milena Nikolić
- Lauren Wade
- Maria Farrugia
- Carole Costa

### 2 gole
- Lúcia Alves
- Ana Capeta

### 1 gol
- Marija Milinković
- Kerry Beattie
- Megan Bell
- Keri Halliday
- Simone Magill
- Catarina Amado
- Kika Nazareth
- Andreia Norton
- Stephanie Ribeiro
- Diana Silva
- Jessica Silva

### Gole samobójcze
- Gloria Slišković (dla  Portugalii)
- Emma Lipman (dla  Irlandii Północnej)